# Bloods

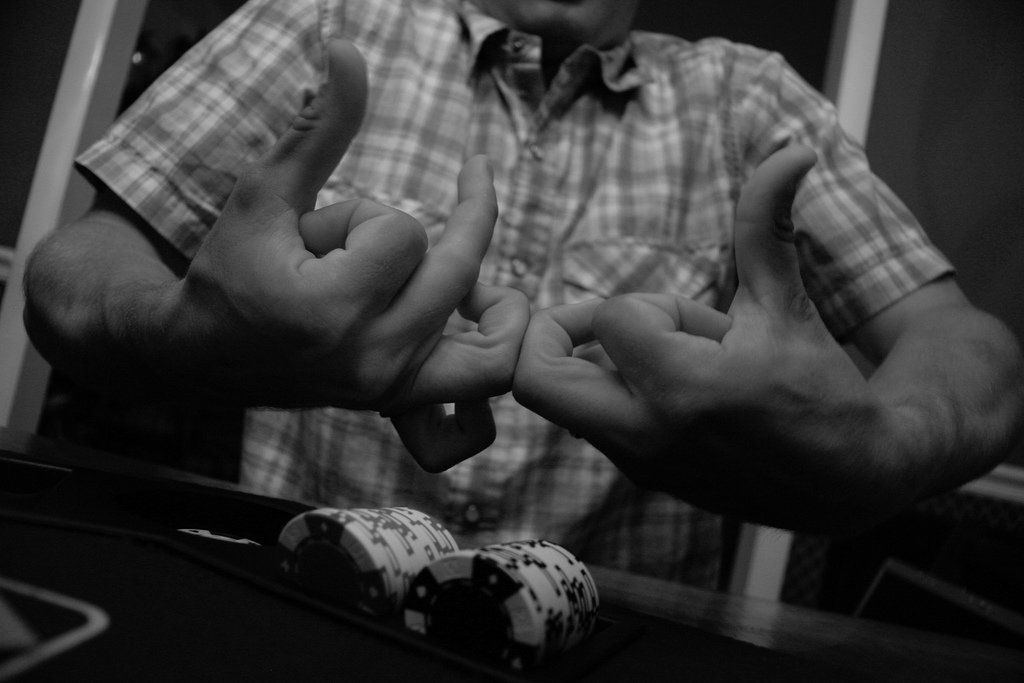
Handsymbool van de Bloods

Bloods is een bende uit Los Angeles, Californië (Verenigde Staten), opgericht in 1972. De leden zijn herkenbaar aan de rode kleuren in hun kleding, in het bijzonder in de bandana's. Het bendesymbool van de Bloods is het woord "blood" dat de leden spellen met hun handen.
De Bloods zijn ooit opgericht door politieke organisaties voor de bescherming van de gebieden van Afro-Amerikaanse bewoners. Deze bende is vooral bekend om zijn rivaliteit met een andere bende, de Crips. De Bloods zijn in feite een verzameling van bendes (de zogenaamde "sets"), die zich allemaal identificeren met dezelfde kleuren van de kleding en die met elkaar samenwerken. Sinds hun oprichting hebben de Bloods zich verspreid naar andere delen van de VS, zoals New York.